# Pandorina

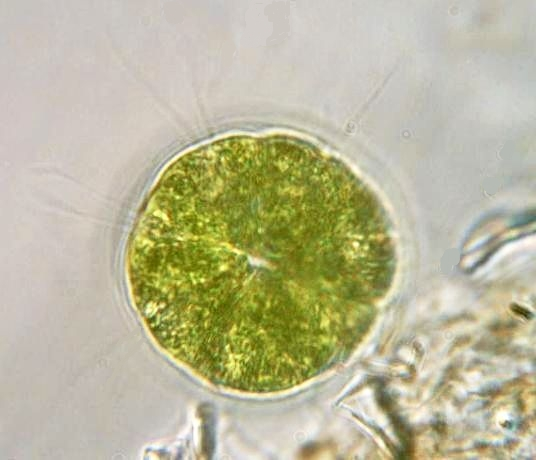
Pandorina sp.

Pandorina é um género de algas cujos indivíduos se agregam em conjuntos de 8, 16 e por vezes 32 células, unidas na base formando uma colónia globular rodeada por mucilagem. As células são ovoides ou em forma de pêra. Cada célula possui dois flagelos com dois dois vacúolos contráteis na base, uma mancha ocular, um grande cloroplasto em forma de chávena e pelo menos um pirenoide.
As colónias coordenam o seu movimento flagelar para criar um movimento natatório. Este género mostra o começo de polaridade e diferenciação colonial visto no género Volvox, visto que as células anteriores possuem manchas oculares maiores. Sequenciação molecular mostram que Pandorina é monofilética.
A reprodução assexuada é efectuada por divisão simultânea de todas as células da colónia, formando autocolónias que são libertadas por gelatinização do envelope colonial. A reprodução sexuada ocorre por divisão de cada célula da colónia, formando 16 a 32 zoogâmetas. Os zoogâmetas mostram indicações de heterogamia, uma ligeira diferença no tamanho e mobilidade dos pares que se fundem para formar um zigoto rodeado por uma parede suave. (Smith, 1920, p. 95).

## Espécies
Segundo NCBI:
- Pandorina charkowiensis
- Pandorina colemaniae
- Pandorina morum
- Pandorina unicocca

Segundo Algaebase:
- Pandorina bengalensis M.T.Philipose
- Pandorina charkowiensis Korschikov
- Pandorina colemaniae H.Nozaki
- Pandorina minodii R.Chodat
- Pandorina morum
- Pandorina smithii Chodat